# Compsenia furtiva
Compsenia furtiva är en fjärilsart som beskrevs av Paul Dognin 1914. Compsenia furtiva ingår i släktet Compsenia och familjen nattflyn. Inga underarter finns listade i Catalogue of Life.